# سهیل بیرقی
سهیل بیرقی (زادهٔ ۲۴ مهر ۱۳۶۵) کارگردان، فیلم‌نامه‌نویس و تهیه‌کننده اهل ایران است. فیلم‌های من، عرق سرد، عامه‌پسند و بی‌داد ساخته‌های این کارگردان هستند. او فعالیت در سینما را با دستیار کارگردانی در سال ۱۳۸۴ آغاز کرد و پس از یک دهه فعالیت به عنوان برنامه‌ریز و دستیار کارگردان در آثار متعدد سینمایی، نخستین فیلم بلند سینمایی خود را به نام من کارگردانی کرد. بیرقی همچنین سابقهٔ کارگردانی و نمایشنامه‌نویسی تئاتر را نیز در کارنامه خود دارد.

## زندگی‌نامه
سهیل بیرقی در ۲۴ مهر ۱۳۶۵ در شهرضا زاده شد. او فعالیت فرهنگی و هنری خود را در ۱۲ سالگی با نوشتن داستان و متن برای نشریات مختلف آغاز نمود. نخستین داستان کوتاه چاپ‌شده از وی در ۱۵ سالگی و در ماهنامهٔ فرهنگی و هنری هفت مورد توجه قرار گرفت. او همچنین نخستین فیلم‌نامه بلند سینمایی خود را در سن ۱۶ سالگی نوشت که برای ساخت توسط کارگردانی حرفه‌ای، انتخاب شد. اما میل او به مستقل عمل کردن در تولید و خلق اثر، آن فیلمنامه را نافرجام گذاشت و بیرقی را به سمت تولید و کارگردانی متون و داستان‌های خود سوق داد. علاقه‌مندی او به سینما در ۱۸ سالگی موجب شد تا بیرقی اولین تجربه فیلمسازی خود را با ساخت فیلم کوتاه از یکی از داستان‌های کوتاهش به دست بیاورد.
کشش او به سینما موجب شد که او رشتهٔ مهندسی صنایع را رها کند تا فعالیت رسمی سینمایی خود را با دستیاری کارگردان و برنامه‌ریزی در فیلم‌های سینمایی از سال ۱۳۸۴ به مدت یک دهه آغاز کند. او در این مدت با کارگردانانی نظیر واروژ کریم‌مسیحی، رسول صدرعاملی، حسن فتحی، عبدالرضا کاهانی و بهرام توکلی همکاری کرد.
او در سال ۱۳۹۱ به سراغ تئاتر رفت و تئاتر چاله را که خود نویسندهٔ آن بود با بازی اندیشه فولادوند، عمار تفتی و عاطفه نوری کارگردانی کرد و در تماشاخانهٔ موزهٔ زمان به مدت ۴۵ شب به صحنه برد. این نمایش در شهرهای مختلف داخل و خارج از ایران نیز اجرا شد.

## نگاه کارگردان
سهیل بیرقی از معدود کارگردانان ایرانی است که بدون حمایت هیچ ارگان یا تشکیلاتی، تماماً مستقل فیلم می‌سازد.
شخصیت اصلی فیلم‌های بیرقی زن‌هایی تنها هستند که بدون پشتوانهٔ اجتماعی، برای دستیابی به اهدافشان که حق طبیعی و انسانی آنها است، می‌جنگند. در مسیر احقاق این حق، قهرمانان داستان در برابر انسان‌های دیگر و سیستم قرار می‌گیرند و همین رویارویی فرد در برابر سیستم و ضد جریان بودن قهرمان، از تم‌های تکرارشوندهٔ آثار اوست.
مسئلهٔ دیگری که دستمایهٔ داستان‌های بیرقی قرار می‌گیرد، قدرت است که روابط، عواطف و مناسبات بین انسان‌ها را نشانه می‌گیرد. اختیارات انسان‌ها در خواسته‌شان تعیین‌کننده است و این مسیر تا جایی پیش می‌رود که هر فرد از قدرتش علیه دیگری استفاده می‌کند.
همچنین کاراکترهای فیلم‌های بیرقی با مسائل منفعلانه برخورد نمی‌کنند. بلکه با همه وجود برای رسیدن به حقوقشان فارغ از هر نتیجه و عواقبی که ممکن است حاصل شود، مبارزه می‌کنند.

قهرمان‌های زن در داستان‌های بیرقی و همچنین انتخاب موضوعات مرتبط با زنان، همیشه شائبهٔ فمینیستی بودن آثار او را رقم زده است. جریان مخالف فمینیسم بارها به آثار او برچسب فمینیستی زده‌اند. از سوی جریانات فمینیستی آثار او را ضد زن می‌دانند. زیرا یکی دیگر از تم‌های تکرار شونده در آثار و داستان‌های او اقدامات زن علیه زن است. بیرقی در این باره گفته است:
من هیچ‌وقت تصمیم نمی‌گیرم برای زنان فیلم بسازم یا متعلق به مکتب و «ایسم» خاصی باشم. هیچ‌وقت نه برای زنان نه علیه زنان فیلم نساخته‌ام. هیچ‌وقت نمی‌خواهم قشری را تمجید کنم یا آن را تخریب کنم. من از زمانهٔ خودم وام و از آن ایده می‌گیرم. اگر این فیلم برای تماشاگری این حس را ایجاد کرده که یک قشر تخریب شده، او می‌داند و دنیای خودش اما من فقط خواستم راوی سالمی باشم.
این مضمون مشترک در سه فیلم نخست بیرقی در کنار سبک مینیمال کارگردانی و همچنین نگارش فیلمنامه‌ها بر مبنای خرده پیرنگ و شکستن قواعد کلاسیک، باعث ایجاد یک سه‌گانه در آثار او شده است که به عنوان سه فیلم نوآر زنانه، از آنها یاد می‌شود. البته سهیل بیرقی در این باره تأکید دارد که سه‌گانه‌اش بدون طراحی و برنامه‌ریزی شکل گرفته و این مسیر خودبه‌خودی کاملاً غریزی رقم خورده است.
همچون قهرمانان درون فیلم‌ها، خود آثار نیز ضد جریان بدنه سینما حرکت می‌کنند. فیلم‌هایی که هم پرمخاطب بوده است و هم مورد بحث خواص جامعه قرار می‌گیرد و همیشه پیشنهاد تازه‌ای به جریان اصلی سینما ارائه می‌کند

## تهیه‌کنندگی
سهیل بیرقی از سال ۹۸ با فیلم عامه‌پسند در کنار کارگردانی و نویسندگی فیلم، تهیه‌کنندگی سینما را به‌طور رسمی آغاز کرد. او در همین راستا در سال ۱۴۰۰ «دفتر فیلم الف» (Alef Pictures) را با انگیزهٔ ساختن فیلم‌های مستقل، تأسیس و راه‌اندازی نمود.

## فیلم‌شناسی
| فیلم     | سال ساخت | کارگردان | فیلمنامه‌نویس | تهیه‌کننده | ژانر                 |
| -------- | -------- | -------- | ------------ | --------- | -------------------- |
| من       | ۱۳۹۴     | آری      | آری          | نه        | درام اجتماعی         |
| عرق سرد  | ۱۳۹۶     | آری      | آری          | نه        | درام ورزشی و اجتماعی |
| عامه‌پسند | ۱۳۹۸     | آری      | آری          | آری       | درام اجتماعی         |
| بی‌داد    |          | آری      |              |           |                      |

## جوایز و نامزدی‌ها
| سال  | جشنواره                                             | نام اثر | مسابقه                  | نتیجه    |
| ---- | --------------------------------------------------- | ------- | ----------------------- | -------- |
| ۱۳۹۴ | دهمین جشن منتقدان و نویسندگان سینمای ایران          | من      | خلاقیت و استعداد درخشان | نامزدشده |
| ۱۳۹۵ | جشن روزنامه سینما                                   | من      | کارگردانی               | نامزدشده |
| ۱۳۹۵ | جشن روزنامه سینما                                   | من      | فیلمنامه                | نامزدشده |
| ۱۳۹۶ | نوزدهمین جشن سینمای ایران (خانه سینما)              | من      | بهترین فیلمنامه         | نامزدشده |
| ۱۳۹۷ | دوازدهمین دوره جشن منتقدین و نویسندگان سینمای ایران | عرق سرد | بهترین فیلم             | نامزدشده |
| ۱۳۹۷ | دوازدهمین دوره جشن منتقدین و نویسندگان سینمای ایران | عرق سرد | بهترین کارگردانی        | نامزدشده |
| ۱۳۹۷ | دوازدهمین دوره جشن منتقدین و نویسندگان سینمای ایران | عرق سرد | بهترین فیلمنامه         | نامزدشده |
| ۱۳۹۹ | نوزدهمین دوره جشنواره حافظ                          | عرق سرد | بهترین فیلم             | نامزدشده |
| ۱۳۹۹ | نوزدهمین دوره جشنواره حافظ                          | عرق سرد | بهترین فیلمنامه         | نامزدشده |

## داوری
سهیل بیرقی داور بخش رقابتی بیست‌ونهمین دورهٔ جشنواره فیلم استکهلم (۲۰۱۸) بود.